# Агеев, Филипп Павлович
Фили́пп Па́влович Аге́ев (1 [14] ноября 1910 — 22 сентября 1979) — участник Великой Отечественной войны (командир огневого взвода 292-го гвардейского стрелкового полка 97-й гвардейской стрелковой дивизии 5-й гвардейской армии Воронежского фронта, гвардии старшина), Герой Советского Союза (1944). На момент присвоения звания Героя — старшина, впоследствии — лейтенант.

## Биография
Родился в селе Правороть Старооскольского уезда (ныне урочище на территории Горшеченского района Курской области) в семье рабочего. Русский. Образование неполное среднее. Работал забойщиком Метростроя в Москве.
В 1934 году был призван в ряды Красной Армии. В 1936 году демобилизовался. Затем работал в городе Нальчик Кабардино-Балкарской АССР. Вторично призван в 1942 году. В боях Великой Отечественной войны с февраля 1942 года. Воевал на Воронежском фронте. Член ВКП(б)/КПСС с 1943 года.
6 августа 1943 года в районе Белгорода при отражении танковой атаки противника командир огневого взвода 292-го гвардейского стрелкового полка гвардии старшина Ф. П. Агеев лично уничтожил из орудия танк и семь гитлеровцев. 13 августа взвод уничтожил два танка, несколько пулемётных точек. Когда вышел из строя расчёт одной из пушек, Ф. П. Агеев, действуя за наводчика, подбил ещё два танка.
Указом Президиума Верховного Совета СССР «О присвоении звания Героя Советского Союза офицерскому, сержантскому и рядовому составу Красной Армии» от 22 февраля 1944 года за «образцовое выполнение боевых заданий командования при форсировании реки Днепр, развитие боевых успехов на правом берегу реки и проявленные при этом отвагу и геройство» удостоен звания Героя Советского Союза с вручением ордена Ленина и медали «Золотая Звезда» (№ 3310).
После окончания Великой Отечественной войны вышел в запас в звании лейтенанта.
Жил в Киеве. Скончался 22 сентября 1979 года.

## Награды
- Медаль «Золотая Звезда» Героя Советского Союза
- Орден Ленина
- Два ордена Отечественной войны I степени
- Медали

## Память
- Похоронен в городе Киеве на Байковом кладбище, где на могиле установлена памятная плита[3].
- В 2013 году постановлением администрации Белгорода именем Героя Советского Союза Филиппа Павловича Агеева была названа одна из новых улиц города[4].
- В 2014 году на фасаде Барановской средней школы Горшеченского района была установлена мемориальная доска в память о подвиге Ф. П. Агеева[5].